# Bazoches-sur-le-Betz
Bazoches-sur-le-Betz är en kommun i departementet Loiret i regionen Centre-Val de Loire strax norr Frankrikes mitt. Kommunen ligger i kantonen Courtenay som tillhör arrondissementet Montargis. År 2022 hade Bazoches-sur-le-Betz 968 invånare.

## Befolkningsutveckling
Antalet invånare i kommunen Bazoches-sur-le-Betz
| Referens: INSEE |